# کانال ایرتیش-قراغندا
کانال ایرتیش-قراغندا (به قزاقی: Irtysh–Karaganda Canal) یک آبراهه و انتقال میان‌حوضه‌ای در قزاقستان است.